# Храм Нэдзу
Храм Нэдзу (яп. 根津神社, Нэдзу-дзиндзя) ― синтоистское святилище, основанное в 1705 году. Храмовый комплекс расположен в токийском районе Бункё. Храм является одним из старейших мест поклонения в Токио, а несколько зданий на территории храма были признаны значимым культурным достоянием. Храм был построен в стиле синтоистской архитектуры иси-но-ма-дзукури, вслед за храмом Тосё-гу в Никко.

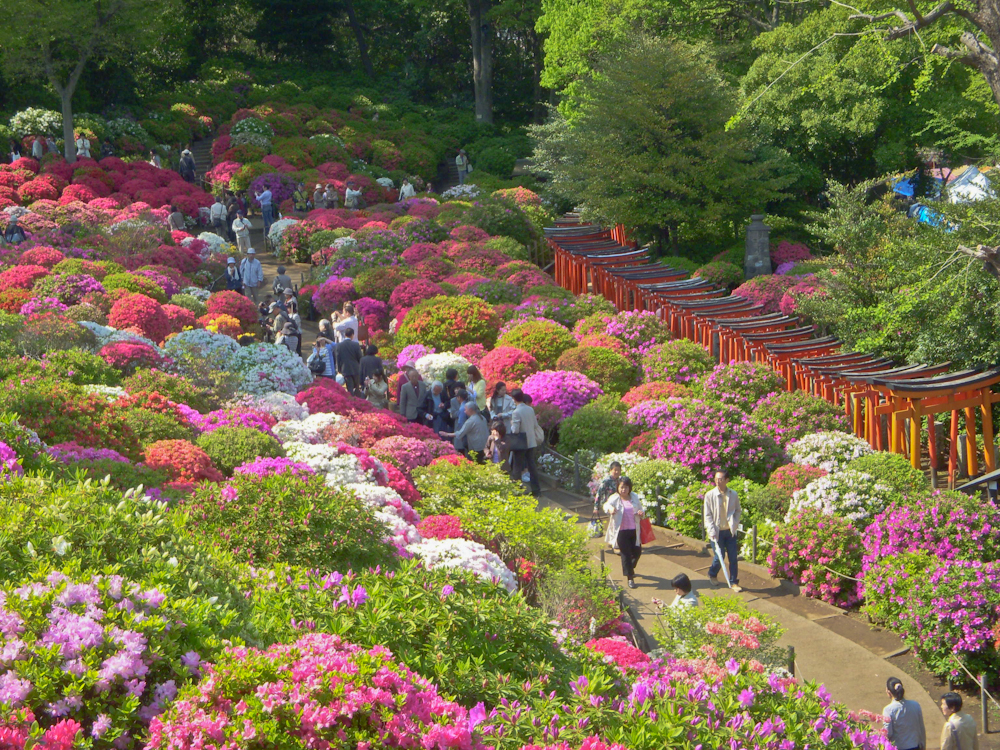
Сад азалий в период фестиваля

## История
Согласно легенде, храм Нэдзу был основан в первом веке в Сендаги, к северу от нынешнего местоположения, принцем Ямато Такэру (также известным как принц Осу), сыном императора Кэйко. Главным божеством храма стал Сусаноо, ками моря и штормов.
В 1705 году храм был перенесен в Нэдзу Токугавой Цунаёси, пятым сёгуном династии Токугава, по случаю того, что он выбрал своего преемника Токугава Иэнобу. В свою очередь, Иэнобу выбрал его в качестве божества-хранителя. Хотя от сооружений, построенных до переноса храма, ничего не осталось, храм Нэдзу считается одной из старейших святынь в городе.
Когда император Мэйдзи перенёс свою резиденцию из Императорского дворца в Киото в Императорский дворец в Токио в (1868—1869), он отправил послов в святыню, чтобы ходатайствовать перед богами об успехе.

## Сад азалий
Храм знаменит своим садом с азалиями.
Сад азалий обычно закрыт для посетителей, однако в период цветения азалий (начало апреля ― май) он открывается для проведения фестиваля. В саду цветёт более 10 видов азалий.
Считается, что сад в период цветения азалий ― одна «самых впечатляющих весенних сцен города».

## Архитектура

### Тории
Вокруг храма Нэдзу находится множество тории различных видов, деревянных и каменных. Два главных входа отмечены большими красными ториями в стиле мёдзин, для которых характерны изогнутые верхние балки. Наверху тории при входе укреплена табличка с названием святилища. По бокам от главных тории у входа установлены фонари.
Одной из самых известных достопримечательностей святилища является тропа с коридором из оранжевых тории, проходящая через склон холма слева от главного зала святилища. В середине тропы есть смотровая площадка над прудом с цветными карпами кои, откуда открывается вид на весь храмовый комплекс. Здесь находится дочернее святилище Отомэ Инари.
Еще одна короткая тропа с коридором из торий, ведущая вниз по лестнице из дочернего святилища Комагомэ на более широкую тропу тории.

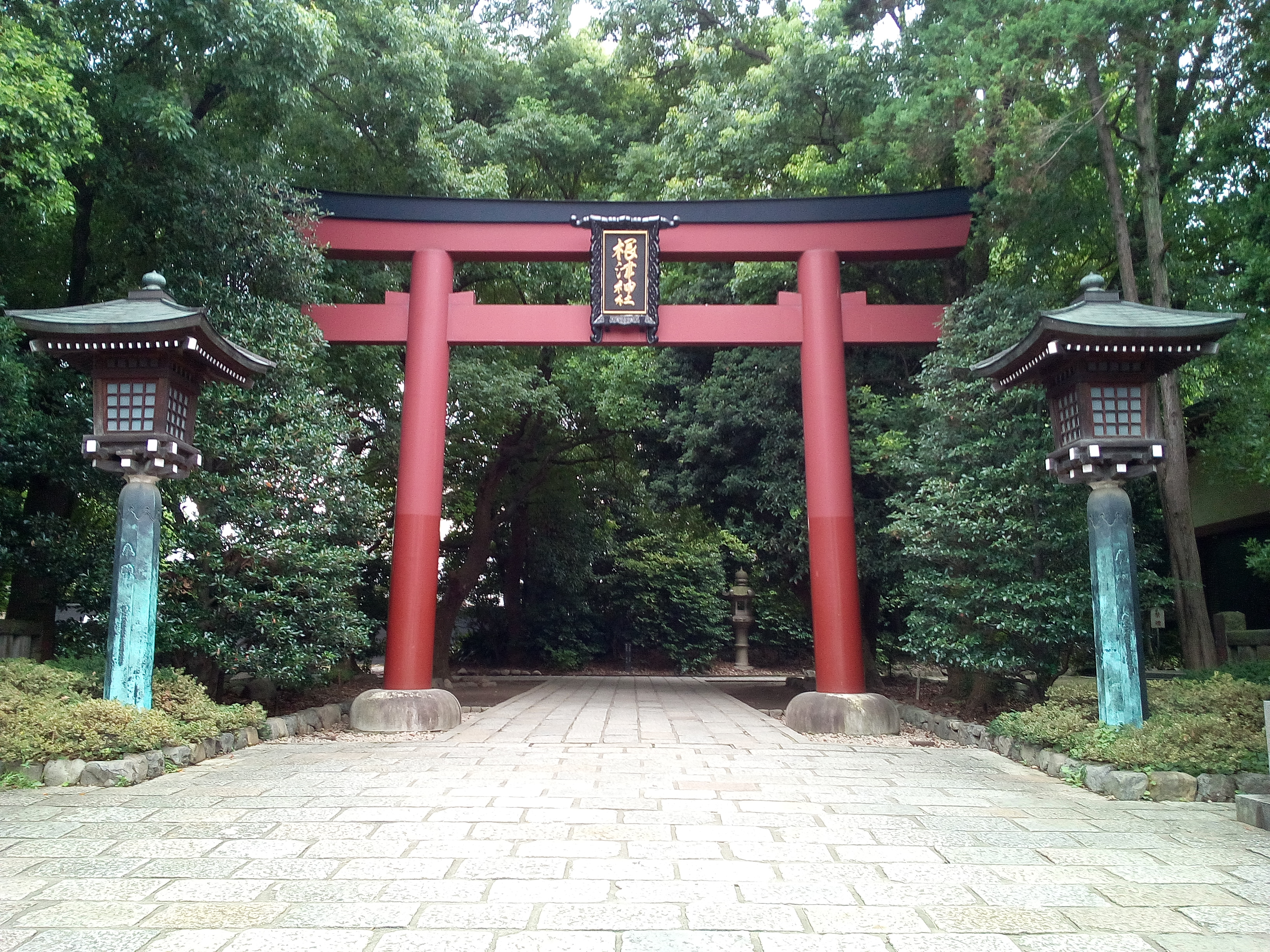
Красные тории стиля миодзин при входе
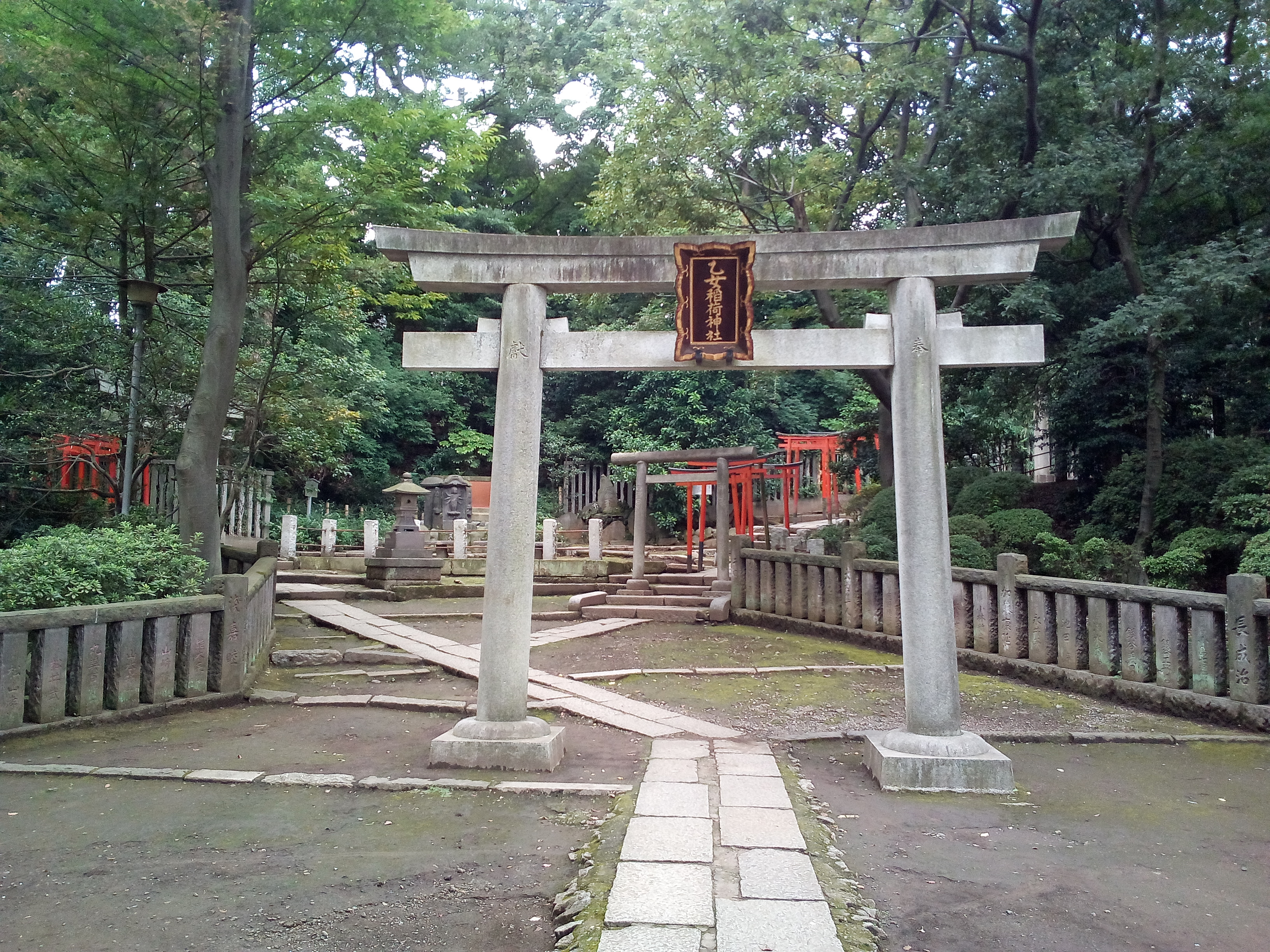
Каменные тории стиля миодзин
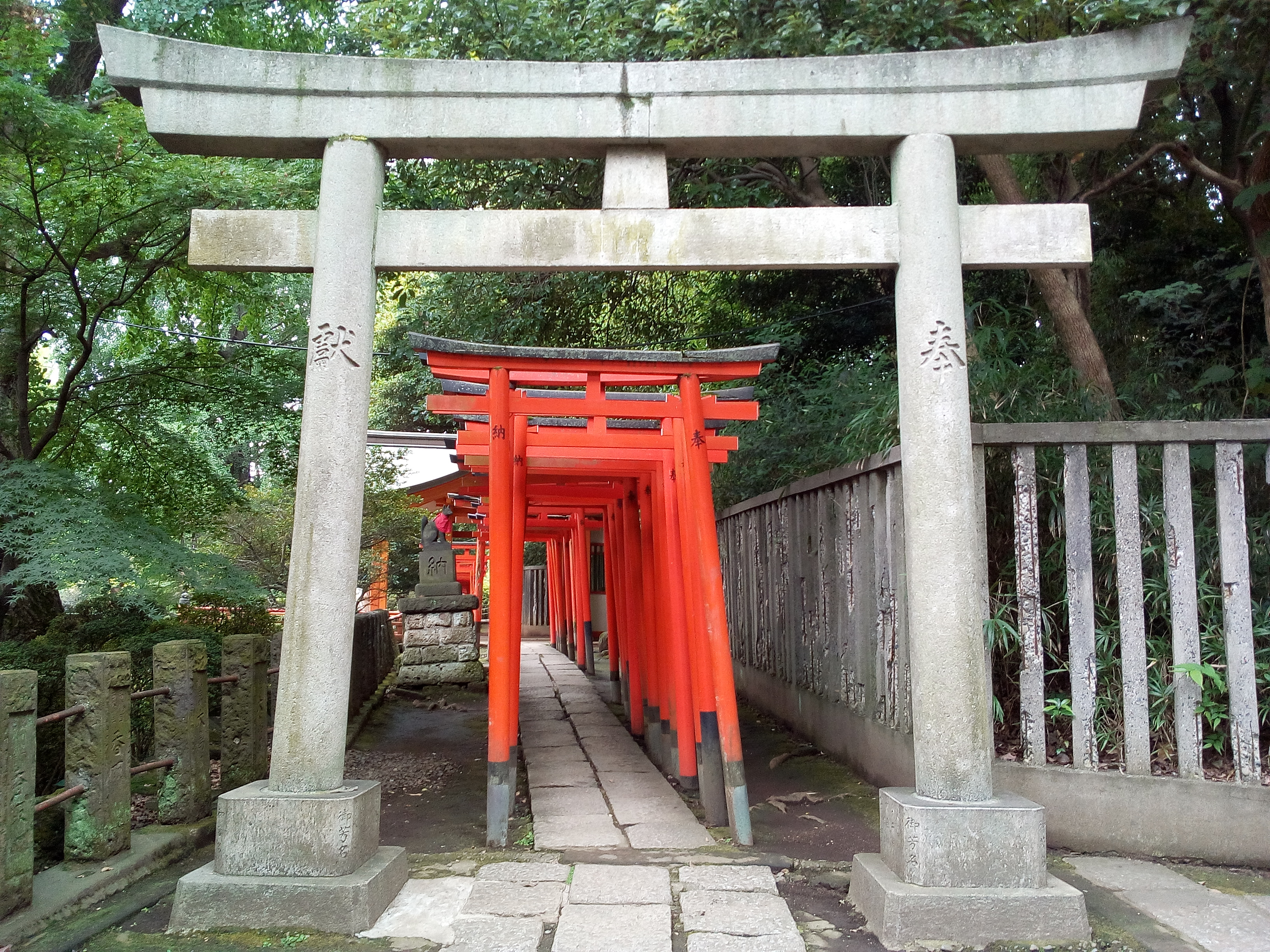
Вход в коридор торий
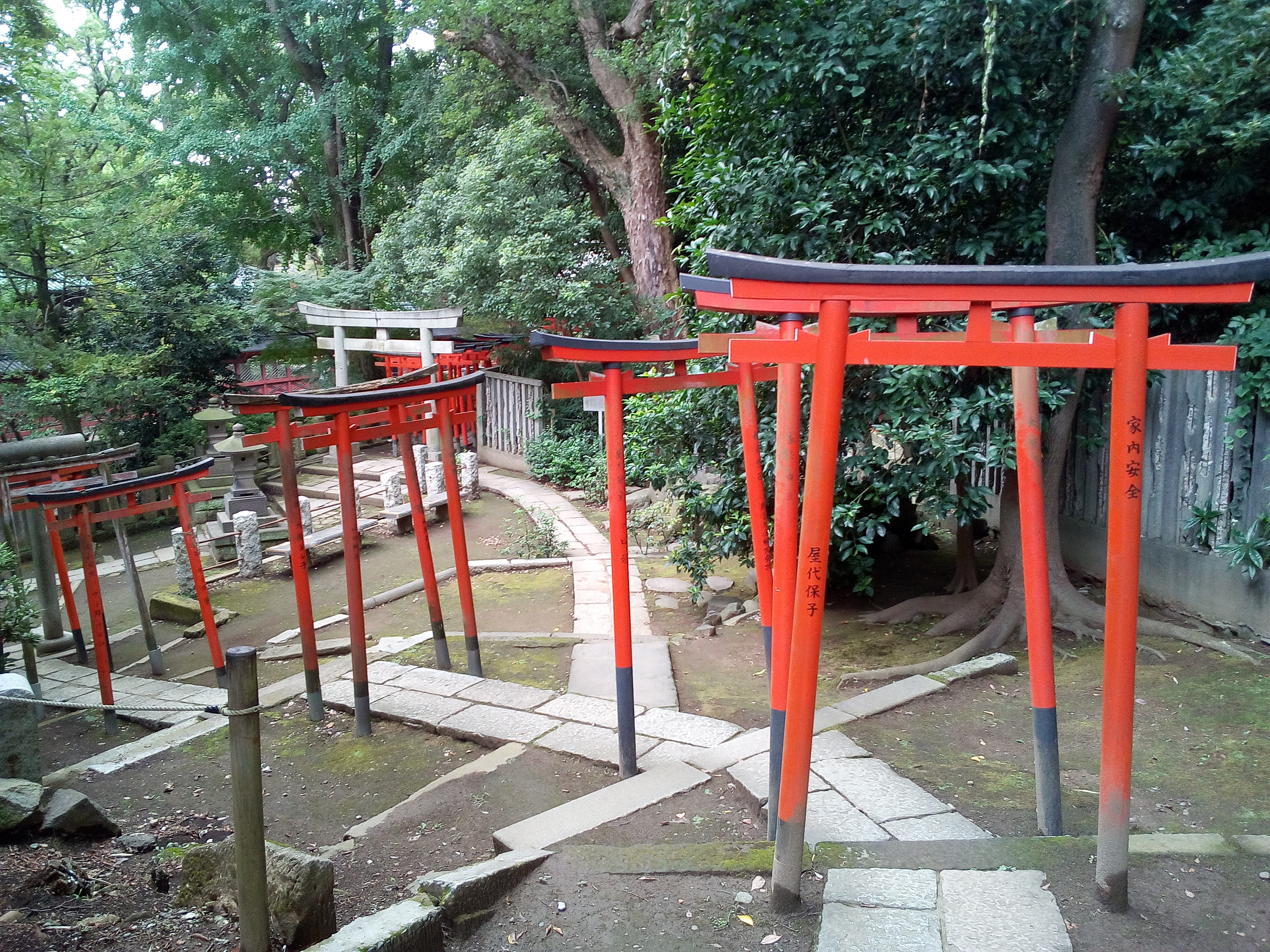
Короткий коридор торий

### Ромон
Двухъярусные ворота-башня ― ромон. Первоначально этот тип ворот являлся элементом буддийской архитектуры, но позднее также начал встречаться и в комплексах построек синтоистских святилищ. Ворота расположены между хондэном и небольшим мостом, что делает его популярной достопримечательностью храма.
На втором ярусе ромона размещена табличка с названием храма «Нэдзу-дзиндзя». Ворота охраняются двумя статуями стражей-ками, вооружённых луками и стрелами. Ворота были построены в 1706 году и входит в список Важных культурных ценностей.

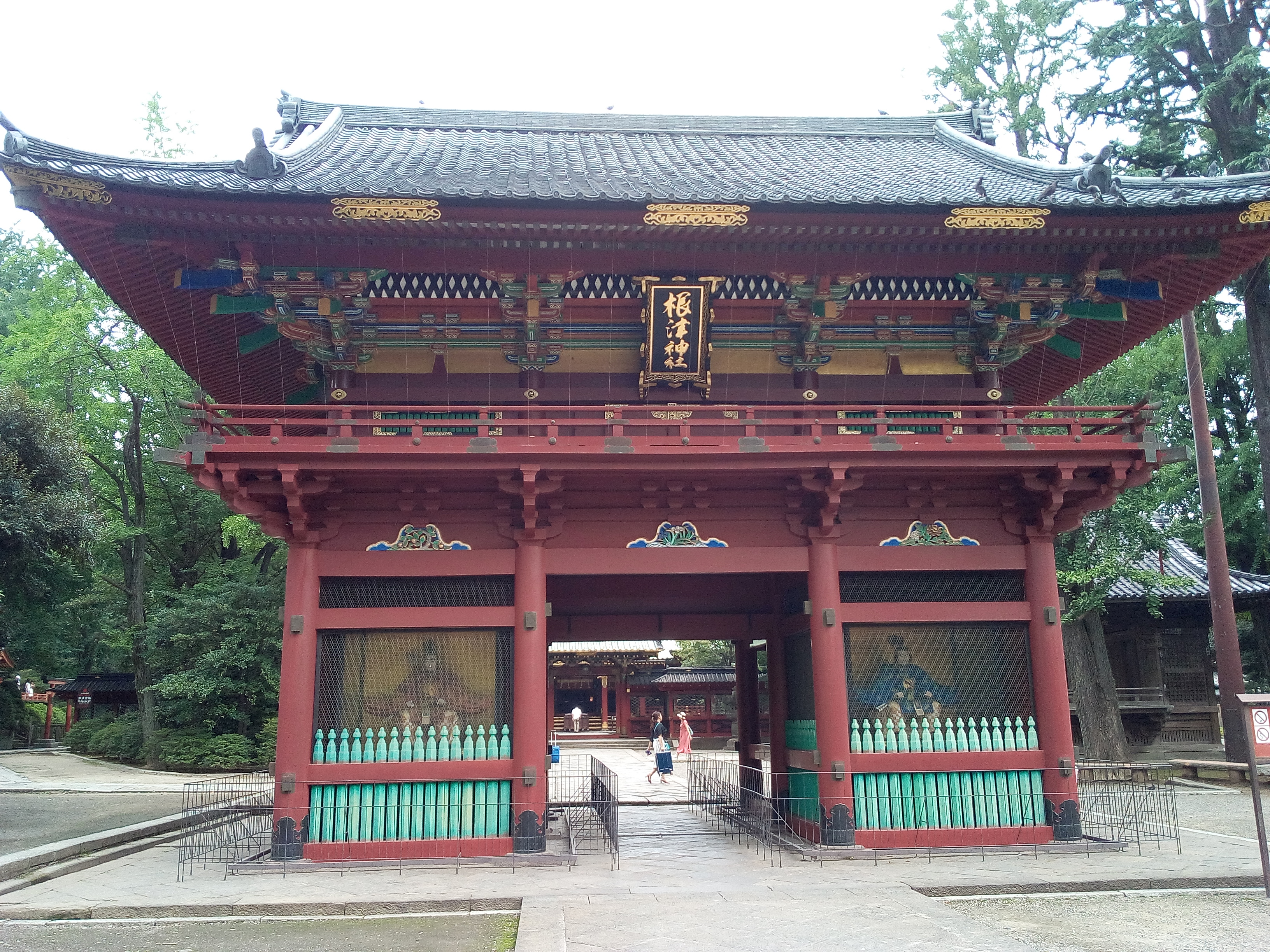
Общий вид ворот-башни
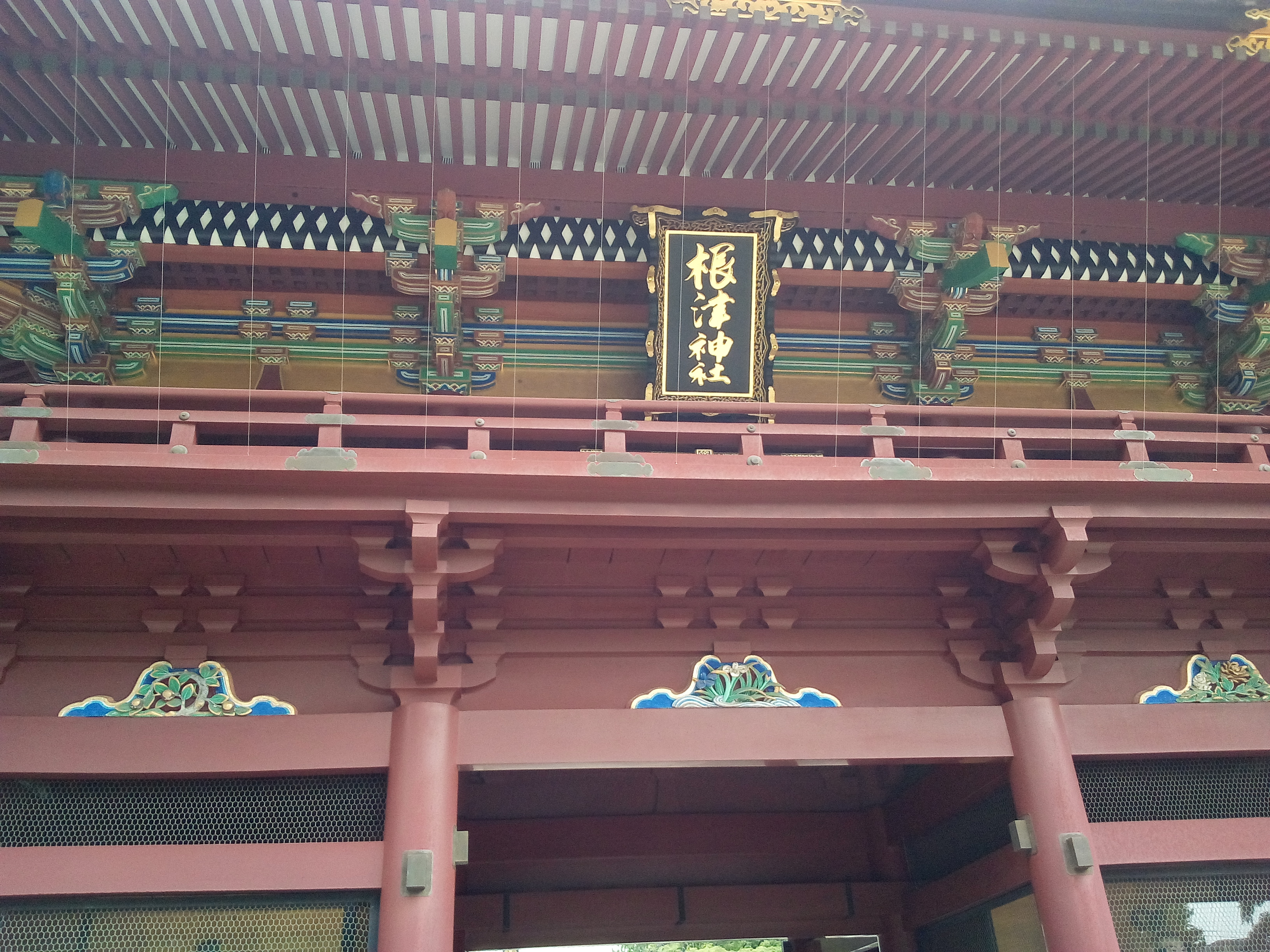
Табличка с названием храма
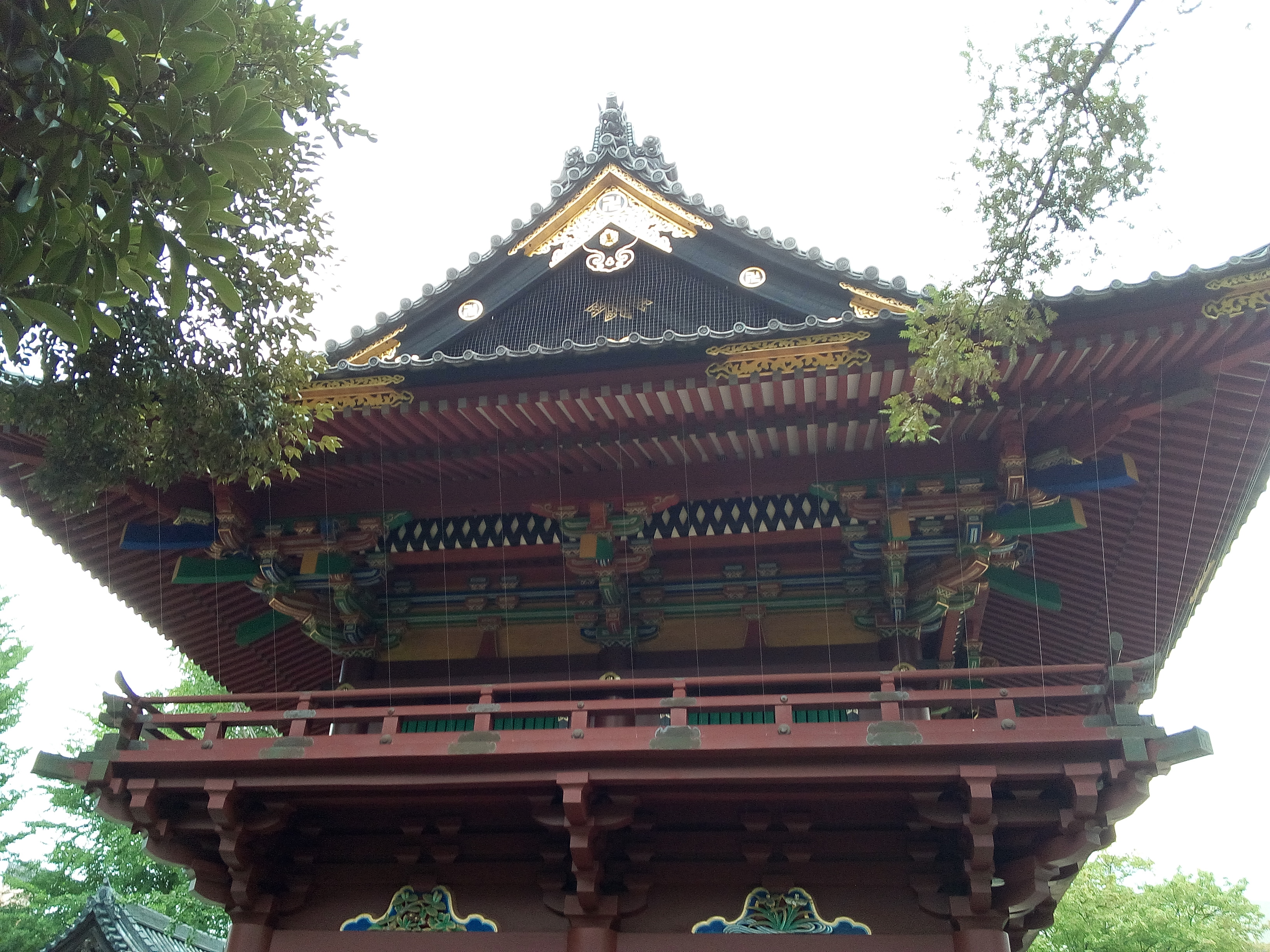
Детали второго яруса ворот с обратной стороны
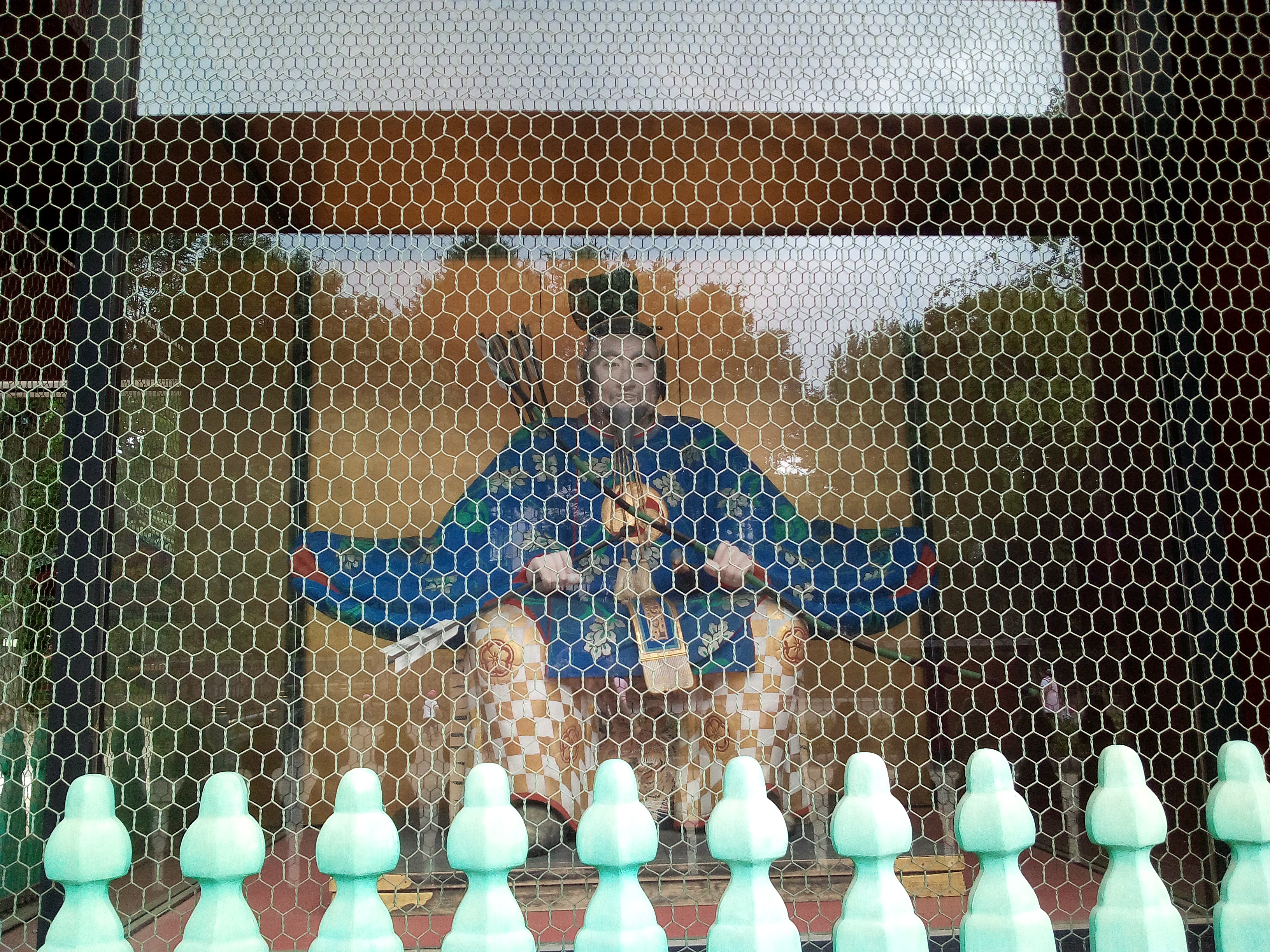
Одна из двух статуй охранников-ками

### Хондэн
Главным зданием храма Нэдзу является центральное здание в стиле иси-но-ма-дзукури ― синтоистское святилище, в котором хондэн (главный зал) и хайдэн (зал для молящихся) соединены под одной крышей. Постройка всего сооружения датируется 1706 годом.
Все три части здания (хондэн, хайдэн и хэйдэн) по отдельности входят в перечень важной культурной собственности Японии.

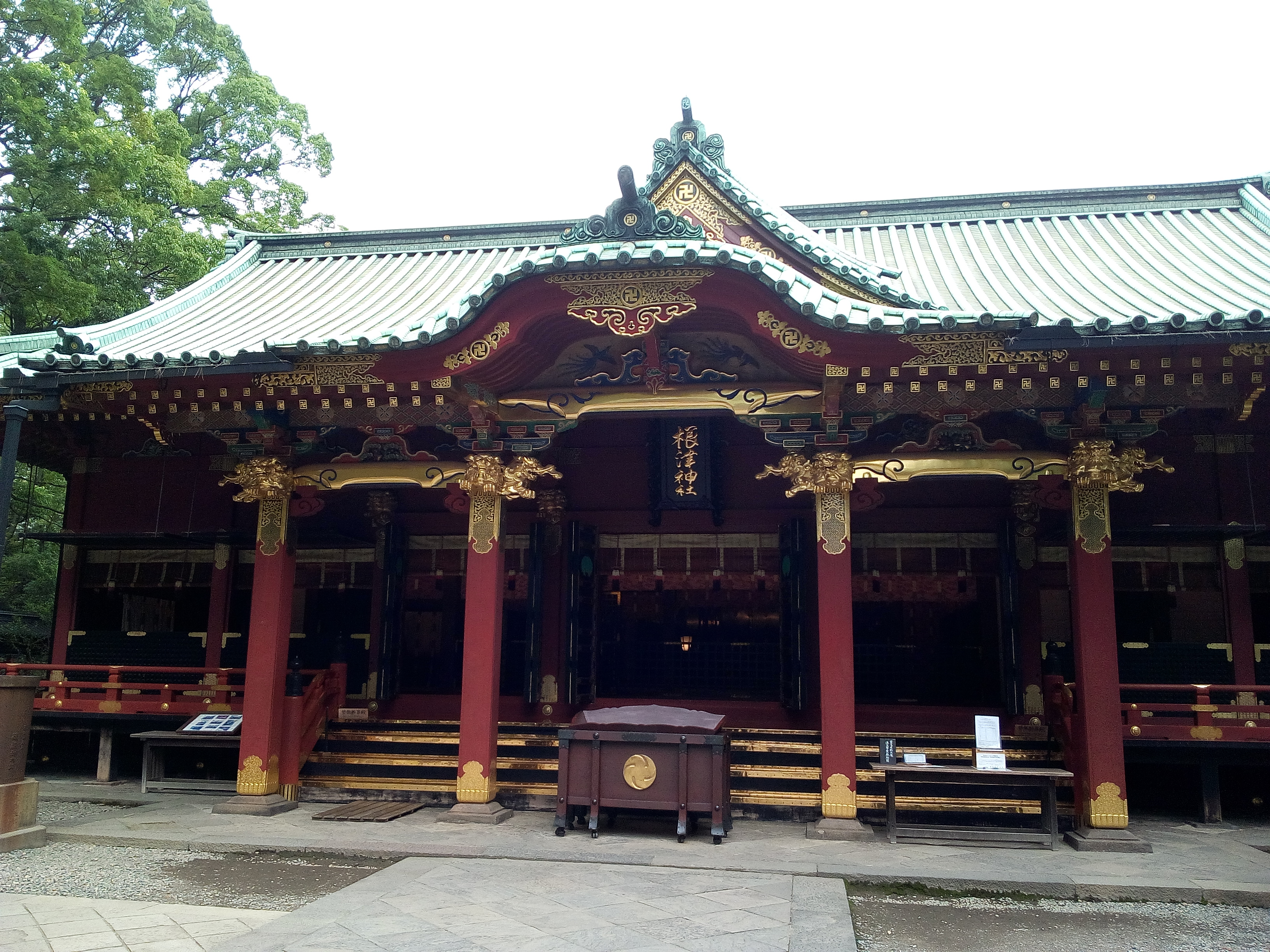
Вход в хонден
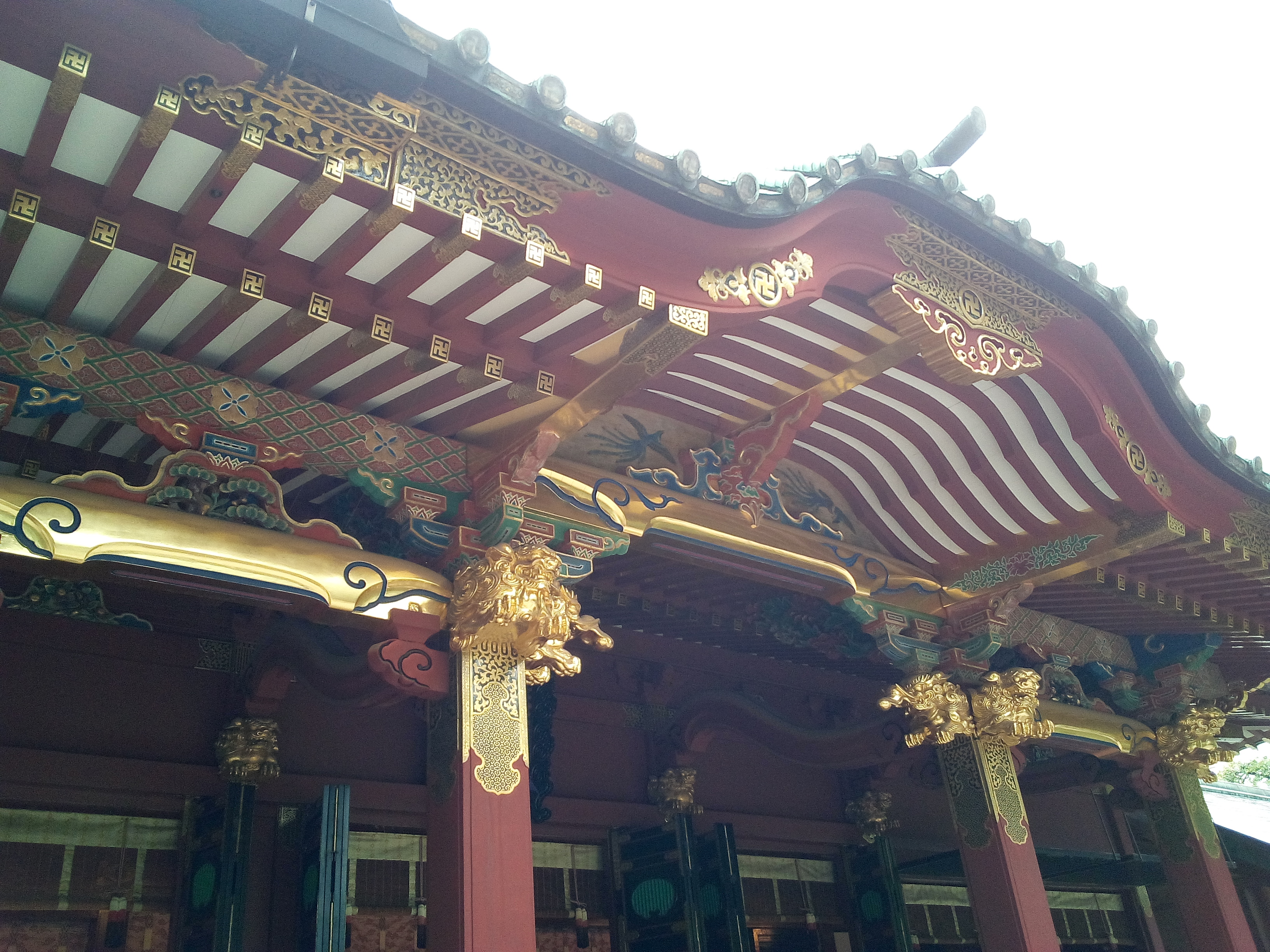
Архитектурные детали хондена
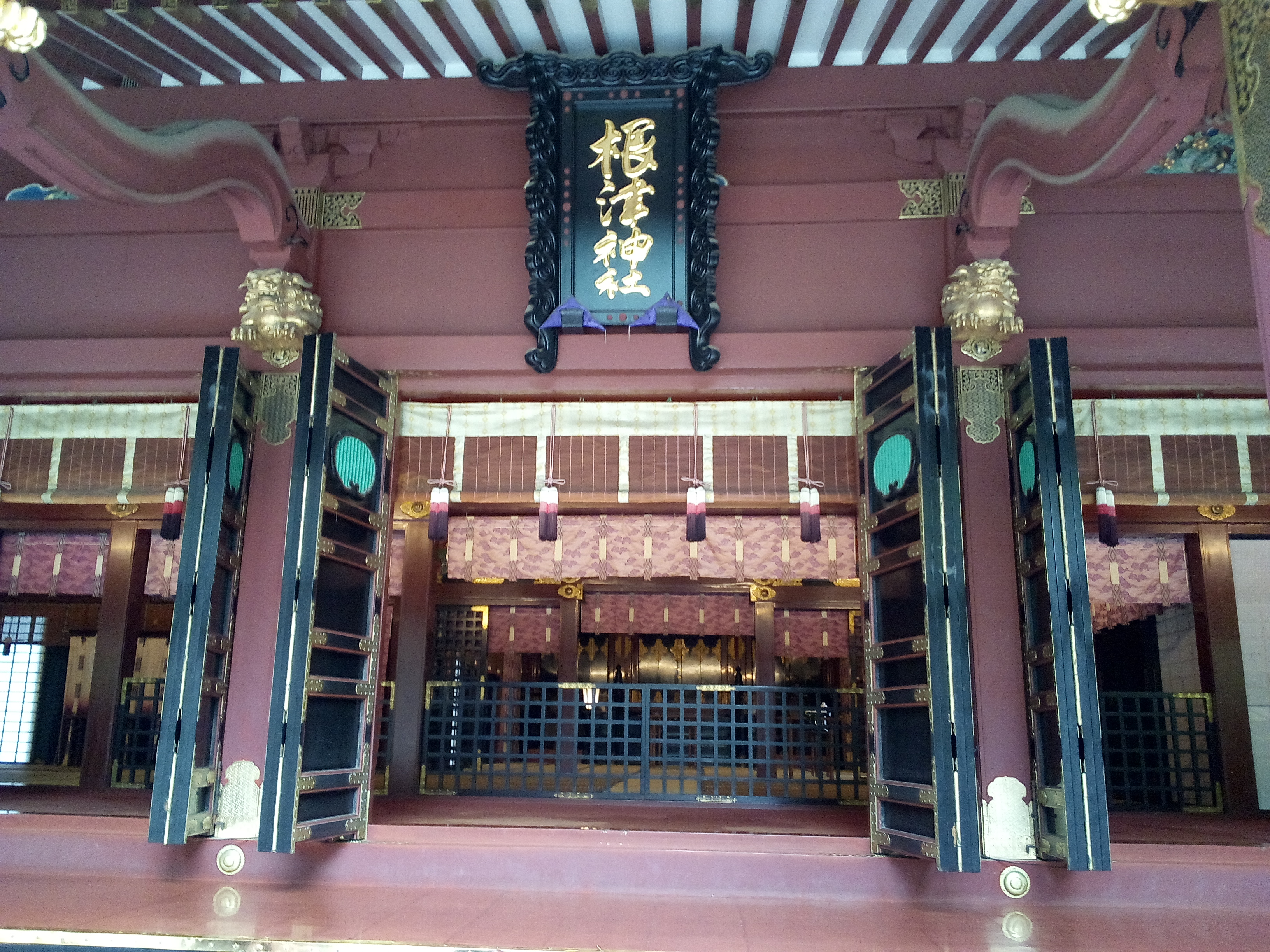
Интерьер хондена и хайдена

### Карамон и сукибэй
Элементами храмового комплекса являются, так называемые «Китайские ворота» ― карамон ― и примыкающая к ним 200-метровая решётчатая оконная стена ― сукибэй, окружающая хондэн. Оба сооружения были построены в 1706 году и также считаются важными культурными ценностями.

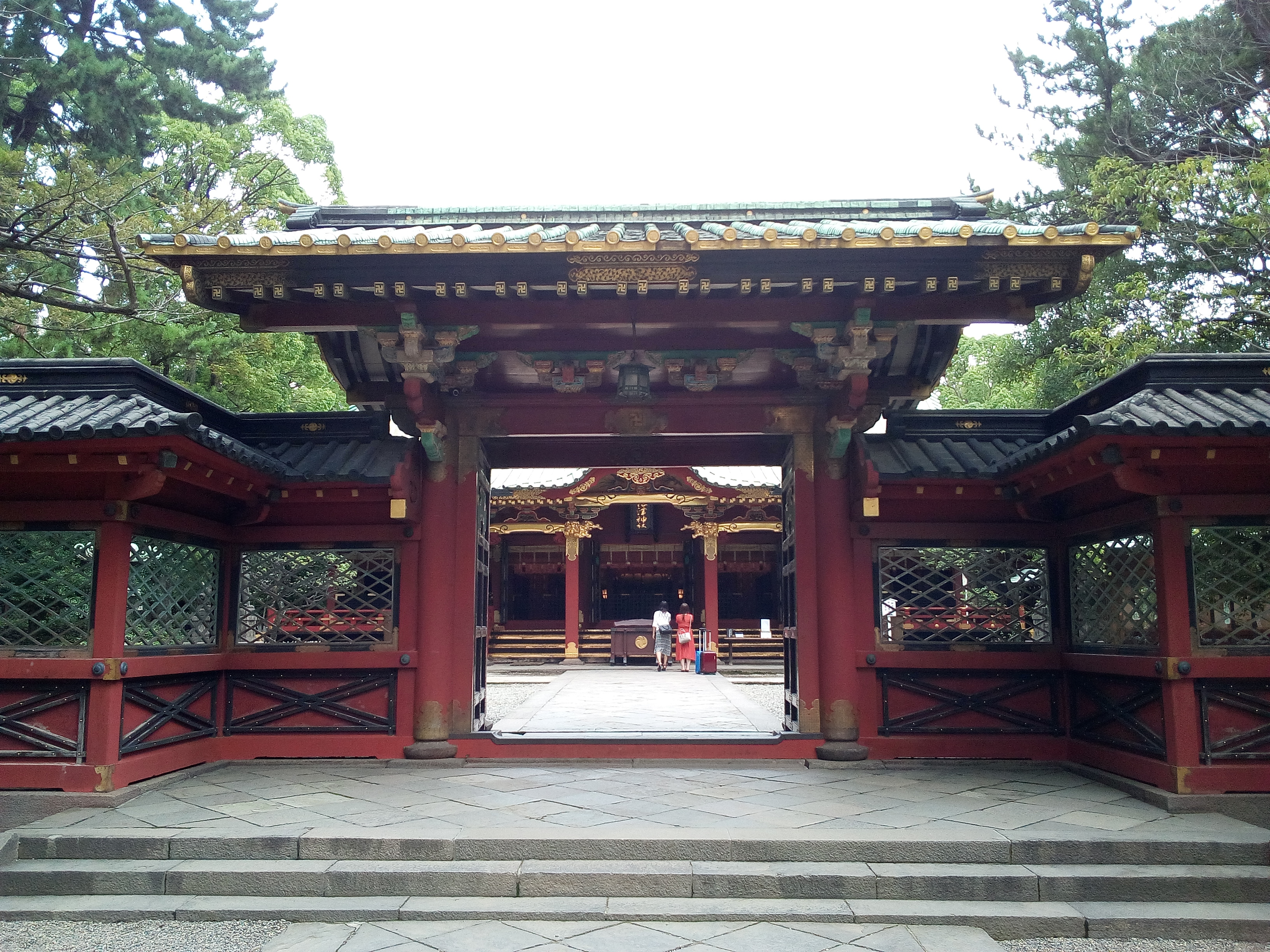
Вид спереди на ворота карамон
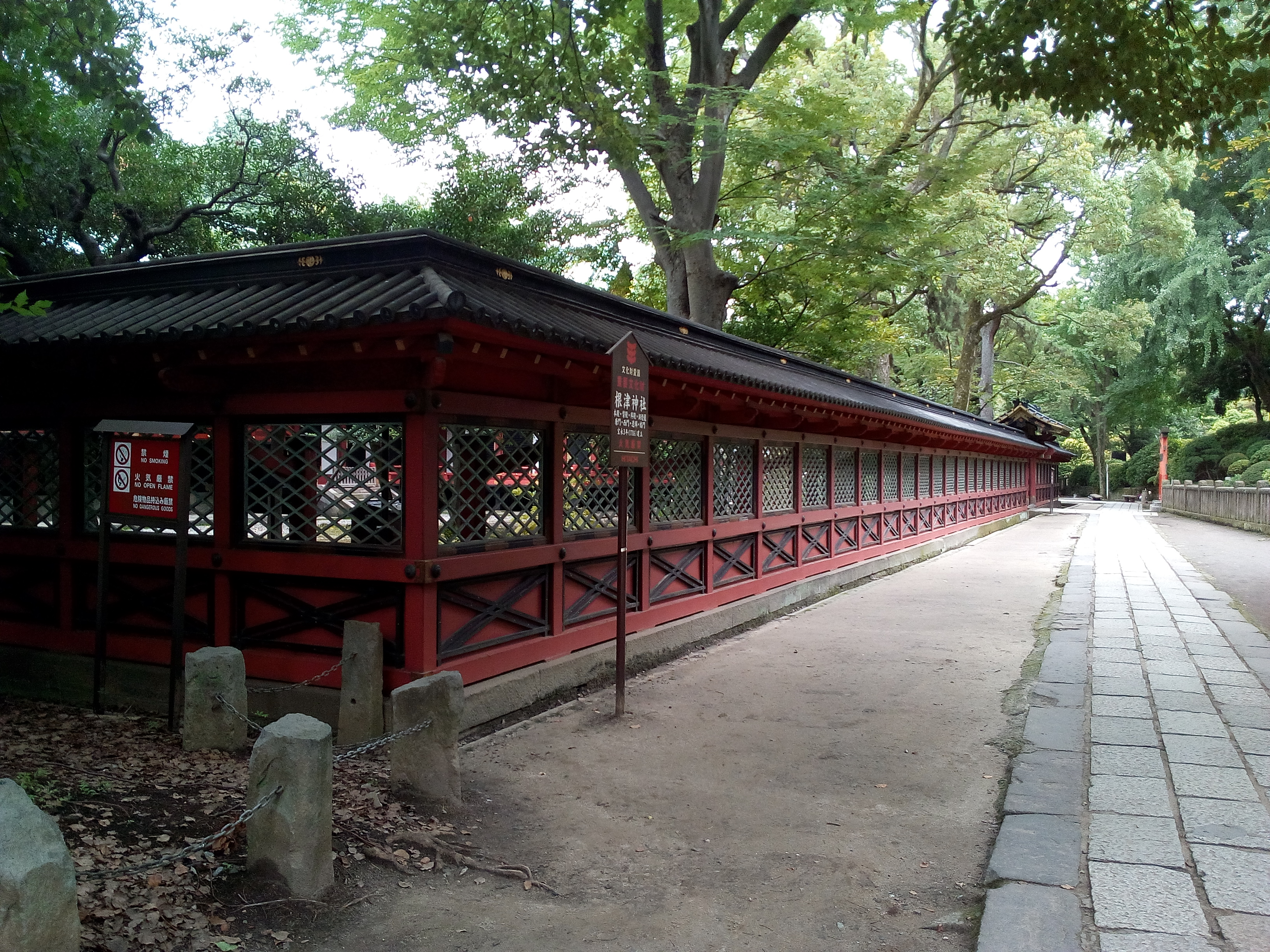
Стена сукибэй снаружи
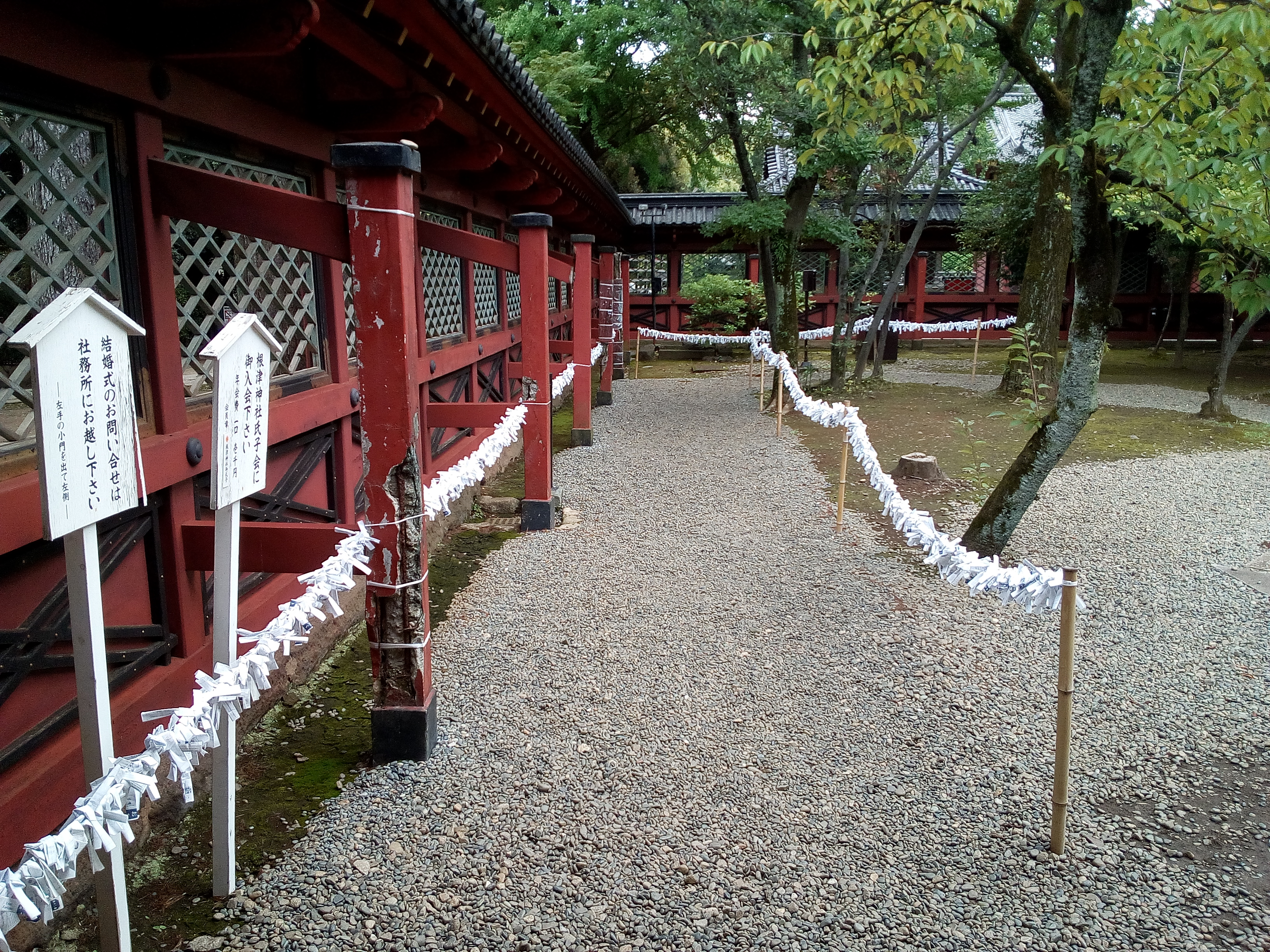
Стена сукибэй изнутри
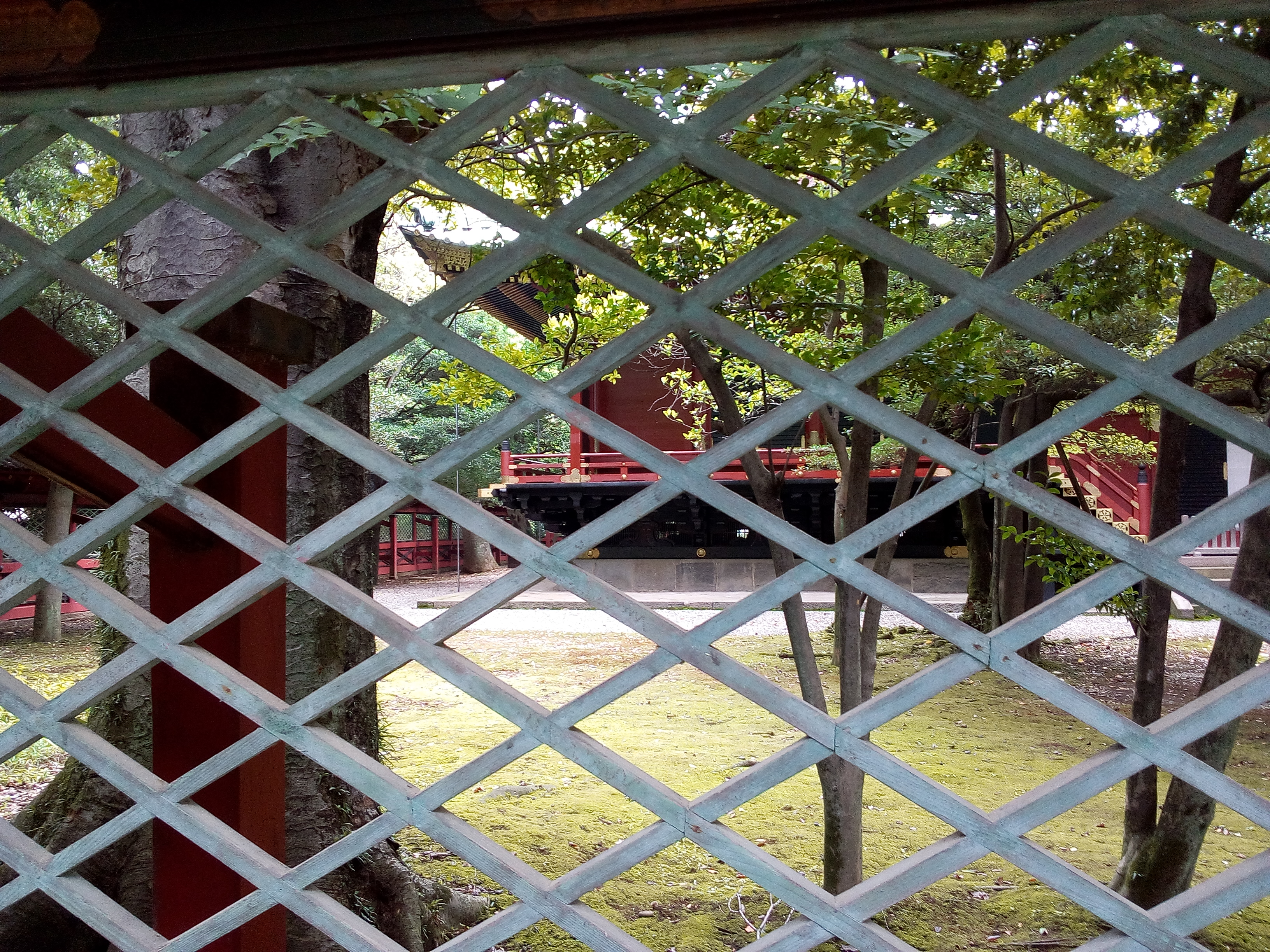
Вид хондэна через решётку сукибэй
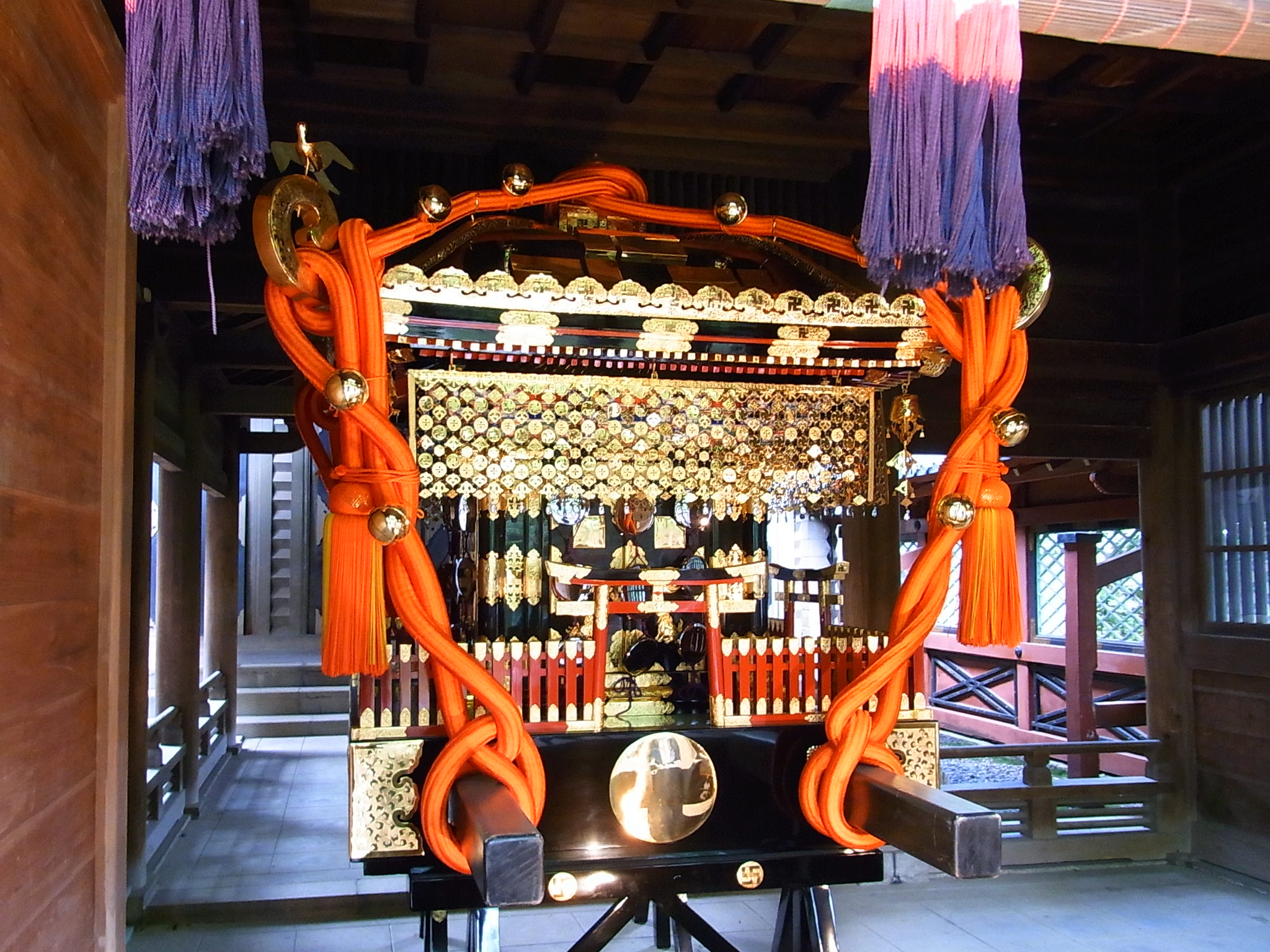
Храмовый божественный паланкин ― микоси